# Јурај Рукавина
Јурај Јуцо Рукавина (Перушић, 4. фебруар 1898 — Загреб, јун 1945) био је хрватски усташа, командант концентрационог логора Јадовно и вођа Велебитског устанака 1932. године. За време НДХ, пуковник Усташке војнице. Уз Анту Павелића и Макса Лубурића, један је од тројице најодговорнијих за злочине усташког режима. Осуђен на смрт и стрељан у јуну 1945. године.

## Биографија
Рукавина је био бивши поручник аустријске и југословенске војске. У усташки покрет заврбовао га је Андрија Артуковић и задужио га да ствара усташку организацију у перушићком срезу. Постављен је и за таборника перушићког среза. Рукавина је заједно са Артуковићем, Марком Дошеном и Јосипом Томљеновићем био организатор Велебитског устанка. Покушај устанка је пропао, а Рукавина је био једини од организатора који није побегао у италијански Задар. Ухапшен је и пред Државним судом за заштиту државе је осуђен на смрт вешањем, али га је краљ Александар помиловао и преиначио казну на доживотну робију.
Рукавина је помилован и пуштен из затвора. За разлику oд већине усташа које су биле пронемачки настројене, Рукавина је спадао у мању у групу усташа која је била за Италију и Павелића. Ова група је постајала све утицајнија, нарочито од 1940. када је Павелић успео да поново реорганизује усташки покрет у Италији након смене Милана Стојадиновића.
После Априлског рата и успоставе НДХ, Павелић је Рукавину поставио на кратко за првог команданта Усташке војнице, пре него што га је на том месту заменио пуковник Фрањо Лукац. У мају 1941. Рукавина је образовао логор Јадовно на Велебиту, али није био његов управник.